# غودموندور هيرمانسون
غودموندور هيرمانسون هو منافس ألعاب قوى آيسلندي، ولد في 28 يوليو 1925 في اسافيوردور في آيسلندا، وتوفي في 15 يونيو 2003.

## وصلات خارجية
- غودموندور هيرمانسون على موقع أوليمبيديا (الإنجليزية)